# ドライレンダーエック
座標: 北緯47度35分19秒 東経7度35分23秒 / 北緯47.5885度 東経7.5898度

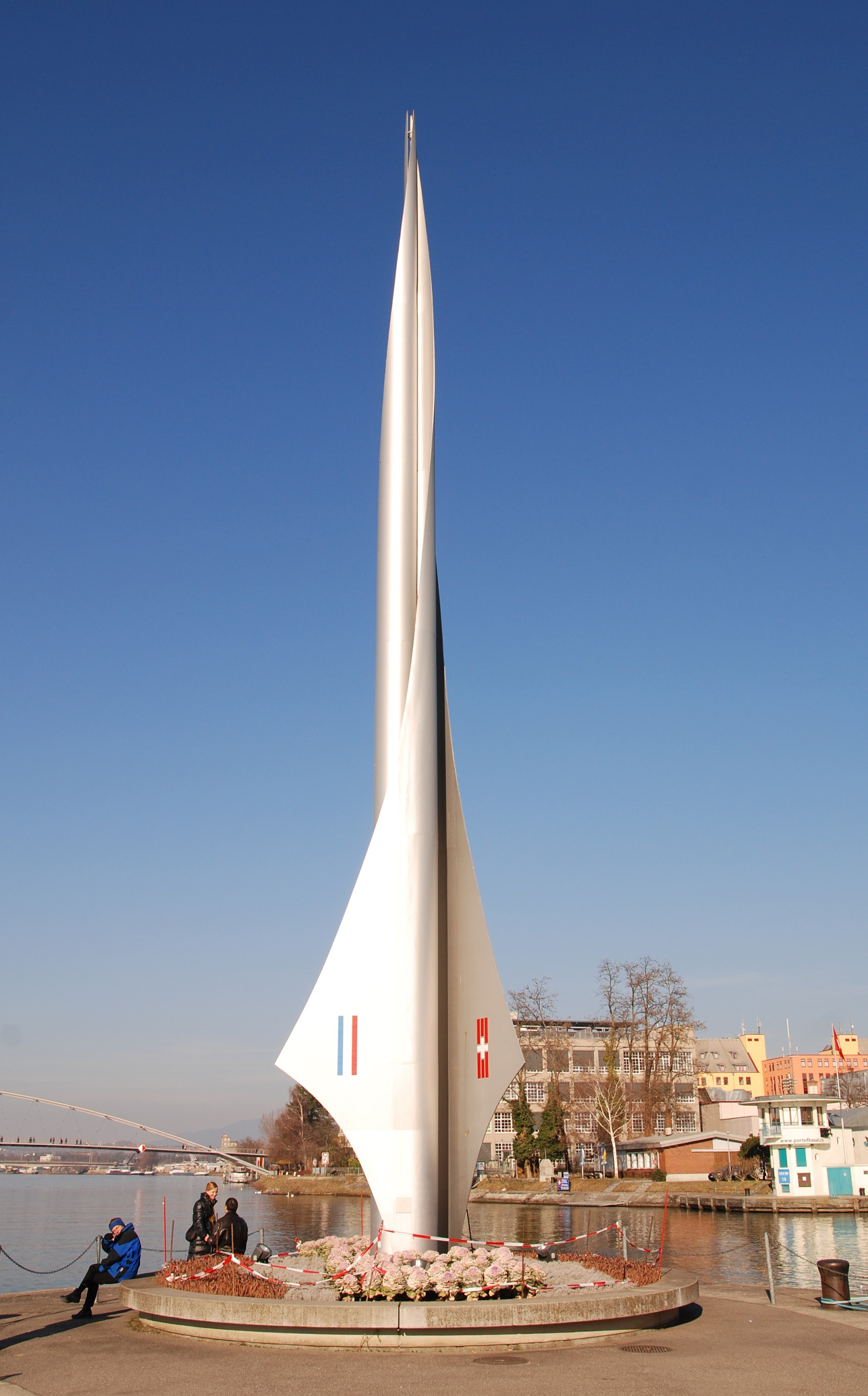
ドライレンダーエック

ドライレンダーエック（ドイツ語: Dreiländereck）は、スイス・バーゼルにある、スイス・フランス・ドイツの三国国境に建てられた記念碑である。Dreiländereckは、ドイツ語で直訳すると「三つの国の角」となり、三国国境を意味する。

## 位置
三国国境の地点はライン川の真ん中にある。この記念碑は、そこから南東に約150メートル離れたスイス領の陸地に建てられている。